# Kyawswa
Cette page contient des caractères spéciaux ou non latins. S’ils s’affichent mal (▯, ?, etc.), consultez la page d’aide Unicode.
Ne pas confondre avec son arrière-grand-père Kyaswa (1198–1251) ou avec le roi de Pinya Kyawswa I (1300-1350).
Kyawswa (birman ကျော်စွာ, tɕɔ̀zwà) (2 août 1260 – 10 mai 1299) fut un des derniers souverains du Royaume de Pagan, en Birmanie, après sa chute devant les mongols de la dynastie Yuan en 1287. Il régna jusqu'en 1297. Fils du dernier « vrai » roi de Pagan Narathihapati, il ne fut qu'un des multiples souverains surgis à l'époque : en dépit de son titre majestueux, il ne régnait guère au-delà de Pagan. Menacés par les trois frères shans, qui étaient formellement ses vice-rois, il choisit de devenir vassal des mongols en janvier 1297. Les mongols le reconnurent en mars 1297, et les frères shans le renversèrent en décembre de la même année.

## Règne
Kyawswa était gouverneur de Dala (aujourd'hui un quartier de Rangoon) lorsque l'armée mongole des Yuan mit à sac Pagan en 1287 (bataille de Pagan). Son frère Thihathu, gouverneur de Prome, qui avait fait mettre à mort leur père Narathihapati pour sa lâcheté, avait aussi fait tuer leur frère aîné, mais Kyawswa en fut débarrassé par sa mort accidentelle. Cela en faisait le principal prétendant au trône. Deux ans plus tard, en 1289, il fut élu roi par la reine Saw, veuve de son père, et les ministres qui avaient survécu à l'invasion mongole.

### Roi de Pagan (1289–1297)
Bien que formellement « roi », il ne gouvernait que Pagan et ses environs. L'empire de Pagan était en miettes et chaque région avait son roi ou ses prétendants. Les mongols, incapables de tenir la vallée de l'Irrawaddy, s'étaient installés plus au nord, à Tagaung. Dans le centre de la Birmanie, le pouvoir n'appartenait plus à Pagan, mais aux frères shans, qui contrôlaient la région de Kyaukse, « grenier de la Haute-Birmanie », depuis leur base fortifiée de Myinsaing. Kyawswa n'eut pas d'autre choix que de les reconnaître comme seigneurs de Kyaukse. Il nomma le frère aîné Athinhkaya vice-roi de Myinsaing, le cadet Yazathingyan vice-roi de Mekkara et le benjamin Thihathu vice-roi de Pinle. Les domaines étaient tout petits, mais les titres plurent aux trois frères.

### Vassal des mongols (1297)
Comme ceux-ci se comportaient de plus en plus en souverains, Kyawswa envoya  en janvier 1297 un de ses fils à Tagaung pour demander aux mongols de devenir leur vassal. Il en reçut la confirmation et un titre chinois en mars 1297. En décembre, les frères l'invitèrent à Myinsaing, leur place-forte, pour qu'il participe à la cérémonie de dédicace d'un monastère qu'ils venaient de construire. Kyawswa se sentit assez confiant dans la protection des mongols pour s'y rendre. Mais dès la fin de la cérémonie il fut arrêté, détrôné et obligé de se faire moine dans le monastère en question.

## Conséquences
Après avoir déposé Kyawswa, les trois frères shans fondèrent le royaume de Myinsaing, maître de la haute vallée de l'Irrawaddy. Sawhnit, un jeune fils de Kyawswa, fut élu roi par la reine douairière Saw, mais fut bientôt obligé de devenir un simple gouverneur sous l'autorité de Myinsaing. Un autre de ses fils, Kumara Kassapa, s'enfuit en Chine, d'où il revint au début de 1301 avec une armée mongole pour remettre son père sur le trône. À leur approche, les trois frères firent exécuter Kyawswa.
Les mongols nommèrent Kumara Kassapa roi de Birmanie et assiégèrent Myinsaing en janvier 1301, mais en vain. Kumara Kassapa se replia à Tagaung avec eux. En 1303, ils abolirent la province de Chiang-Mien, dont Tagaung était la capitale, et se retirèrent entièrement de Birmanie.
Un autre de ses fils, Uzana I, fut, au moins formellement, le deuxième souverain du royaume de Pinya (1324-1343).